# هزار درنا
هزار درنا Thousand Cranes) (千羽鶴) Senbazuru) نام رمانی است که توسط مؤلف ژاپنی یاسوناری کاواباتا در سال ۱۹۵۲ میلادی نگاشته شده اشت. این اثر توسط رضا دادویی به فارسی برگردانده شده است.
در طی سال‌های جنگ جهانی دوم در ژاپن پسری که پدر و مادر خود را از دست داده است با زنی آشنا می‌شود که معشوقهٔ پدرش بوده و به او علاقه‌مند می‌شود. این اتفاق موجب پیش آمدن جریان‌هایی در زندگی اش می‌شود.
یاسوناری کاواباتا نویسندهٔ کتاب، که زندگی او هم تحت تأثیر جنگ بوده است بسیاری مسائل و بهم ریختگی هارا بیان می‌کند. هزار درنا سمبلی برای مردم ژاپن است که به آن احترام می‌گذارند.